# Championnat d'Allemagne féminin de football de deuxième division 2024-2025
Navigation
2023-2024 2025-2026
La 2. Frauen-Bundesliga 2024-2025 est la 21e édition du championnat d'Allemagne féminin de football de deuxième division. Elle se déroule sur 26 journées, du 24 août 2024 au 18 mai 2025, avec une trêve hivernale du 16 décembre 2024 au 9 février 2025.
Comme la Frauen-Bundesliga 2025-2026 passe de 12 à 14 équipes, les trois premiers de la deuxième division sont promus en fin de cette saison. Les trois derniers sont relégués dans leur Regionalliga (3e division) respectives.
Les équipes réserves des clubs de Bundesliga ne sont pas autorisées à monter, si un club descend de la première division et que son équipe réserve est maintenue sportivement en deuxième division, la réserve sera reléguée en division inférieure.

## Compétition
Le classement est calculé avec le barème de points suivant : une victoire vaut trois points, le match nul un et la défaite zéro.
Les critères utilisés pour départager en cas d'égalité au classement sont les suivants :
1. différence entre les buts marqués et les buts concédés sur la totalité des matchs joués dans le championnat ;
2. plus grand nombre de buts marqués sur la totalité des matchs joués dans le championnat.

### Classement
| Rang | Équipe                        | Pts | J  | G  | N | P  | Bp | Bc | Diff |
| ---- | ----------------------------- | --- | -- | -- | - | -- | -- | -- | ---- |
| 1    | 1. FC Union Berlin P          | 62  | 26 | 19 | 5 | 2  | 71 | 17 | +54  |
| 2    | 1. FC Nuremberg (féminines) R | 62  | 26 | 20 | 2 | 4  | 62 | 24 | +38  |
| 3    | Hambourg SV                   | 53  | 26 | 15 | 8 | 3  | 50 | 15 | +35  |
| 4    | SC Sand                       | 47  | 26 | 14 | 5 | 7  | 66 | 46 | +20  |
| 5    | SV Meppen                     | 43  | 26 | 13 | 4 | 9  | 40 | 29 | +11  |
| 6    | Eintracht Francfort II        | 43  | 26 | 13 | 4 | 9  | 29 | 25 | +4   |
| 7    | VfL Bochum P                  | 38  | 26 | 11 | 5 | 10 | 40 | 40 | 0    |
| 8    | FC Ingolstadt                 | 35  | 26 | 10 | 5 | 11 | 41 | 43 | -2   |
| 9    | Borussia Mönchengladbach      | 29  | 26 | 8  | 5 | 13 | 33 | 41 | -8   |
| 10   | Bayern Munich II              | 24  | 26 | 6  | 6 | 14 | 30 | 45 | -15  |
| 11   | SG 99 Andernach               | 24  | 26 | 7  | 3 | 16 | 23 | 54 | -31  |
| 12   | SV 67 Weinberg                | 20  | 26 | 5  | 5 | 16 | 22 | 62 | -40  |
| 13   | SC Fribourg II P              | 18  | 26 | 5  | 3 | 18 | 21 | 45 | -24  |
| 14   | FSV Gütersloh 2009            | 17  | 26 | 5  | 2 | 19 | 29 | 71 | -42  |

| Légende : | Légende : |
| --------- | --- |
|           | Promu en Frauen-Bundesliga. |
|           | Relégué en Regionalliga. |
|           | R Relégué de Frauen-Bundesliga. P Promu de Regionalliga. Pts points ; G victoires ; N matchs nuls ; P défaites Bp buts marqués ; Bc buts encaissés ; Diff différence de buts |

- Les équipes réserves ne peuvent être promues en 1.Bundesliga.
- Le 1. FC Union Berlin est champion à la meilleure différence de but, le club réussit une deuxième promotion d'affilé[1].
- Pour le Hambourg SV c'est un retour en Bundesliga 13 ans après son retrait pour raisons financières[2].
- Le MSV Duisbourg relégué en début de saison en deuxième division se retire pour raisons financières pour redémarrer en quatrième division[3], ce qui permet le repêchage du SV 67 Weinberg.